# Ljulka AL-21
Das Ljulka AL-21 ist ein Luftstrahltriebwerk, das in der UdSSR von Archip Michailowitsch Ljulka ab Anfang der 1960er Jahre als Nachfolger des AL-7 entwickelt und ab 1967 in Großserie gefertigt wurde. Bis 1991 wurden im Werk Nr. 45 in Moskau 5011 Exemplare gebaut.
Bei der Serienausführung AL-21F-3 handelt es sich um ein Einwellen-Strahltriebwerk mit einem 14-stufigen Axialverdichter mit Leitschaufeln, die in der 1. bis 4. und 10. bis 14. Stufe verstellbar waren. Die Turbinenblätter der ersten zwei Stufen der dreistufigen Turbine wurden durch abgezweigte Luft vom Verdichter gekühlt. Die Brennkammer war eine Rohr-Ringbrennkammer mit 12 Düsen.

## AL-21 Ausführungen
- AL-21F – Version für die Tu-128
- AL-21F-3 – Version ab 1970 für die MiG-23B, Su-22 und Su-24 sowie T-10 und Su-17
- AL-21F-3A – Version für Su-17M und Su-24M

## Bilder

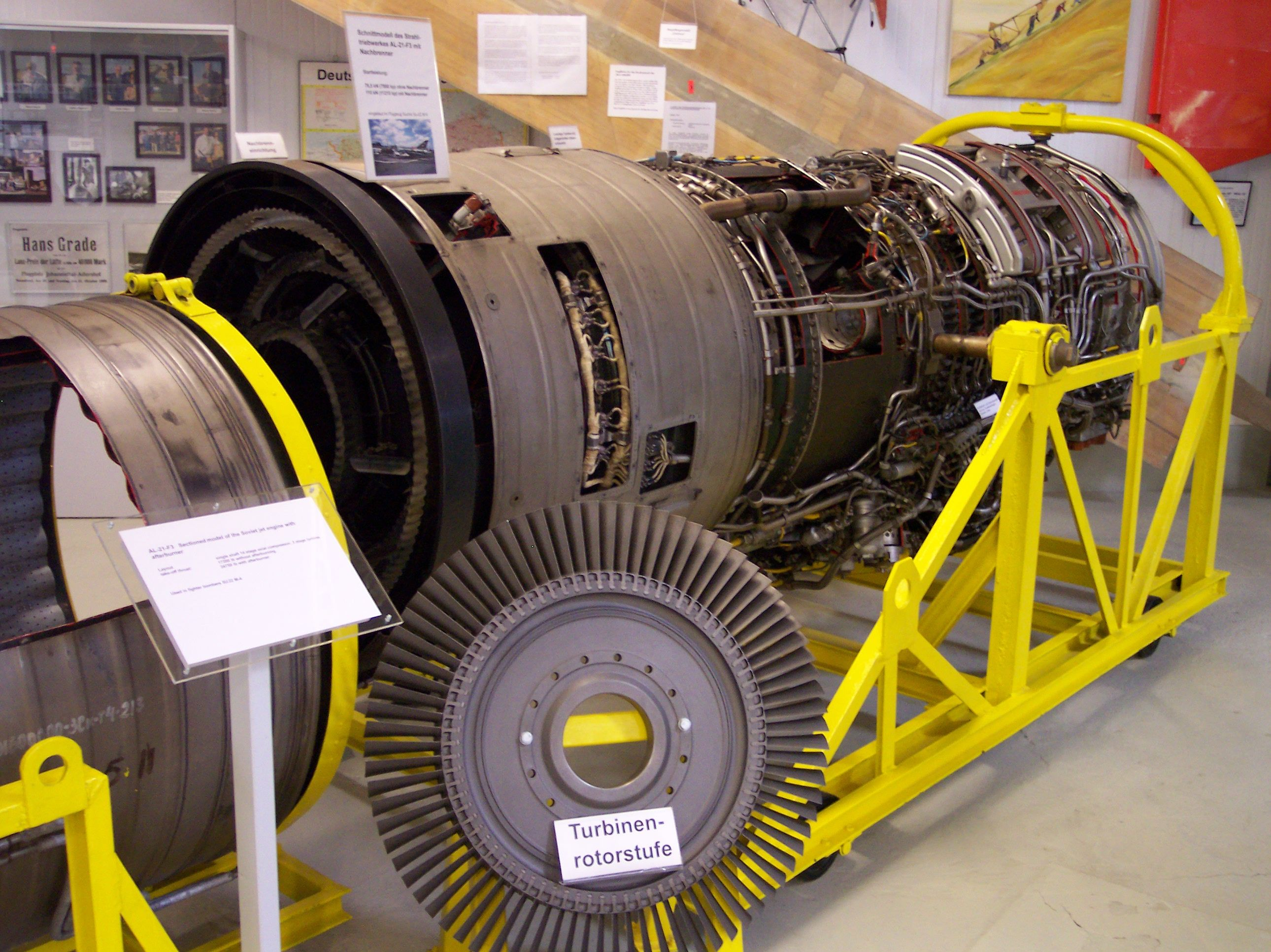
Ljulka AL-21
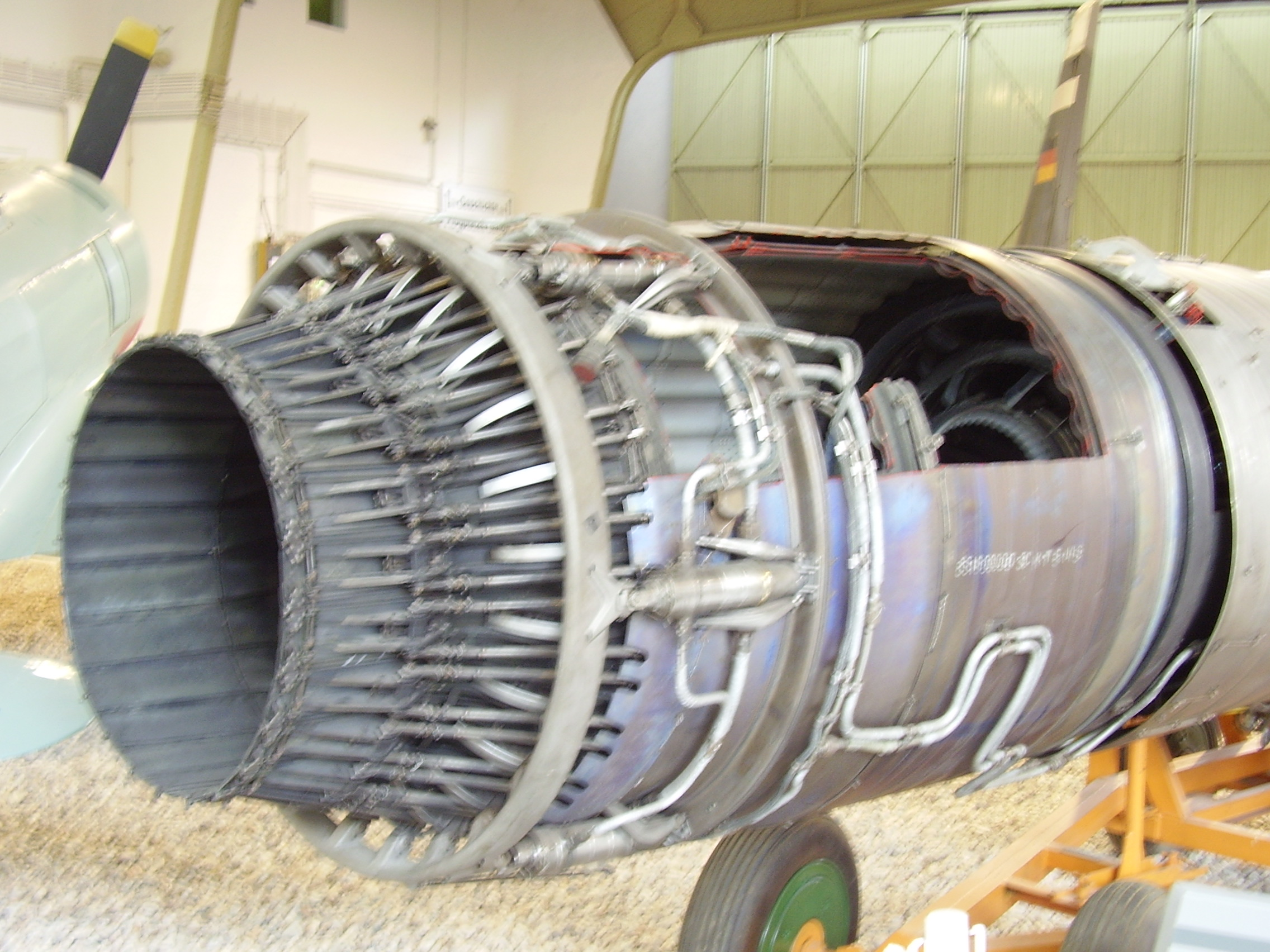
Ljulka AL-21 F3
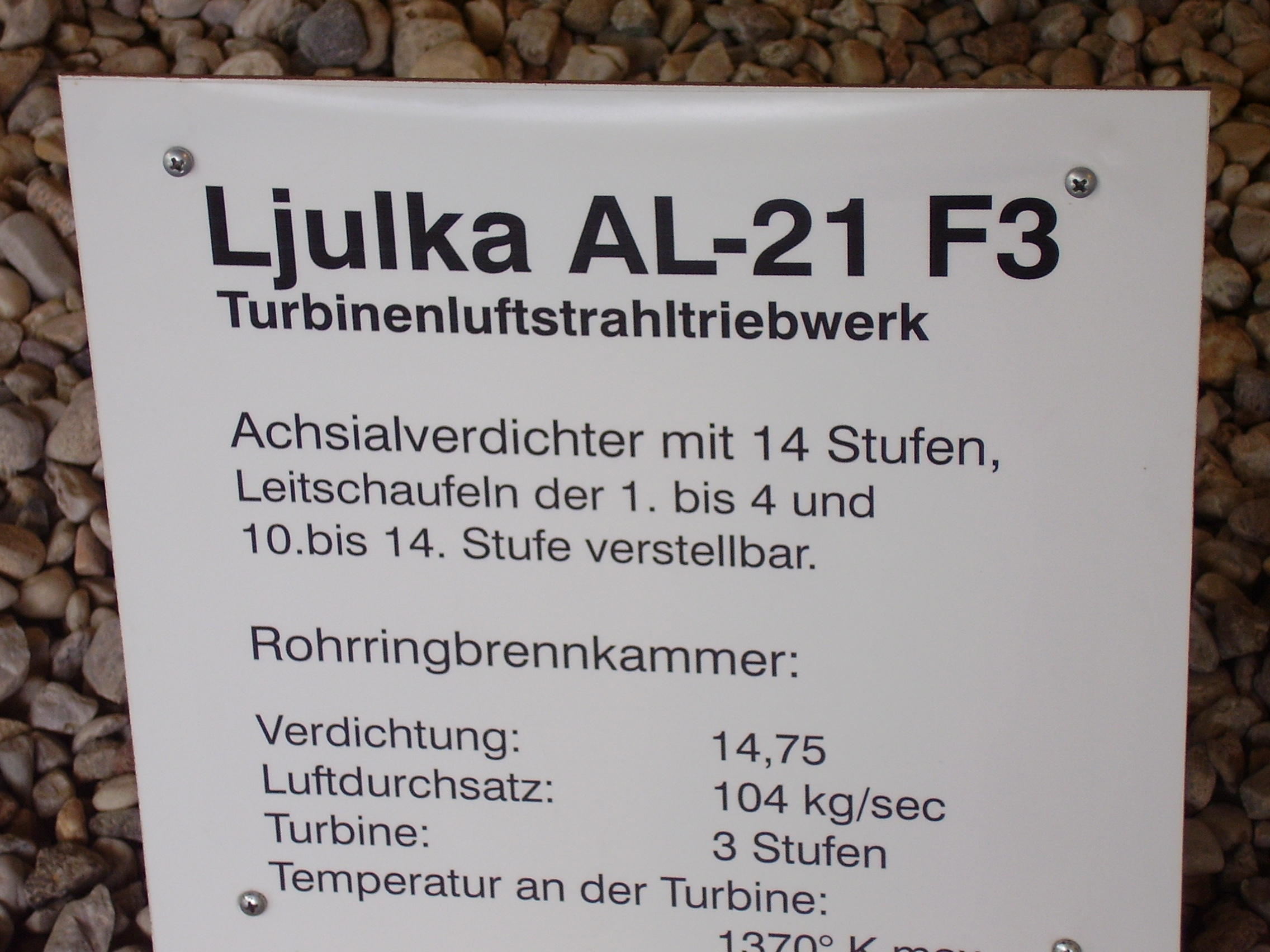
Daten Ljulka AL-21 F3
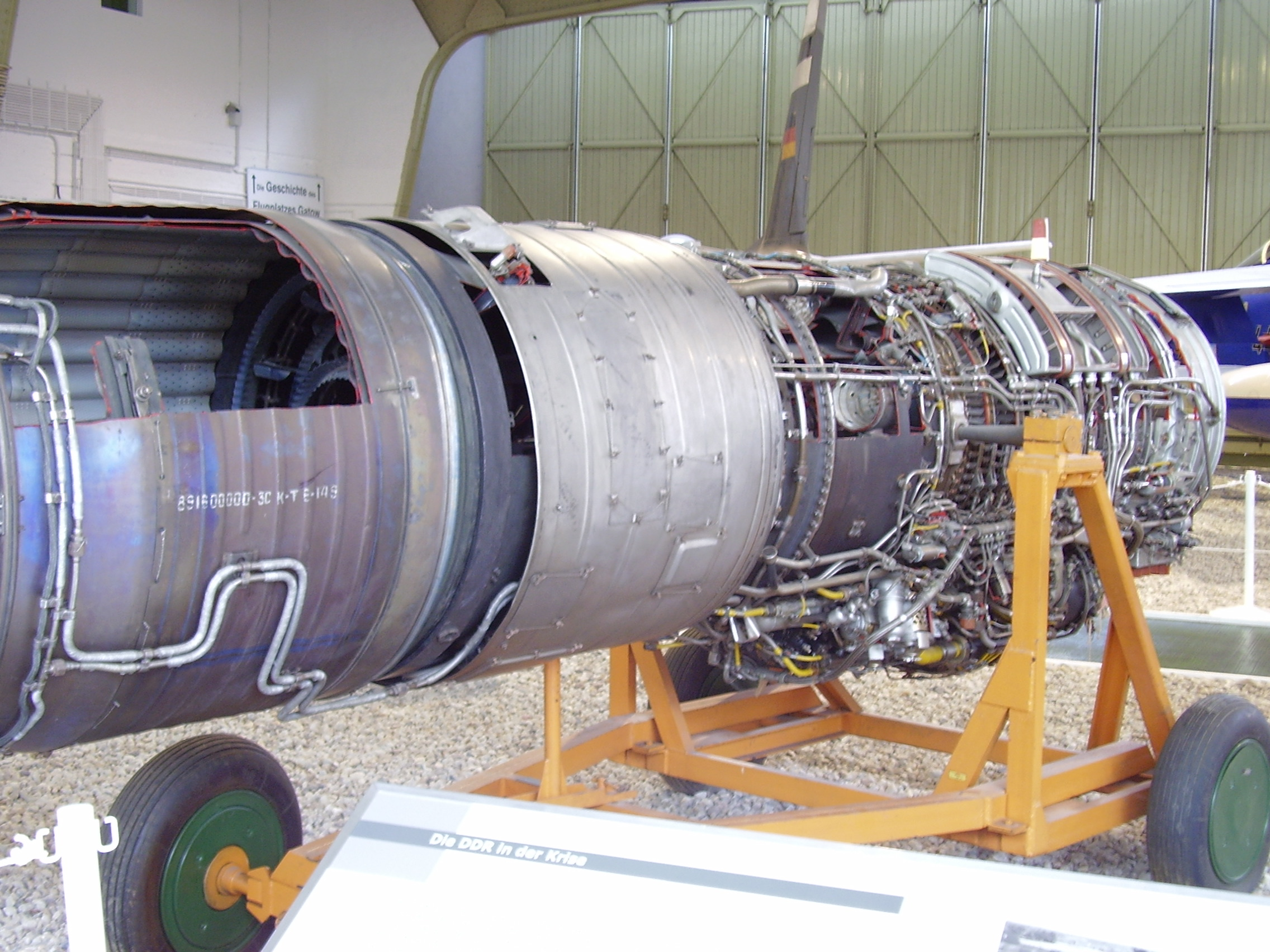
Ljulka AL-21 F3
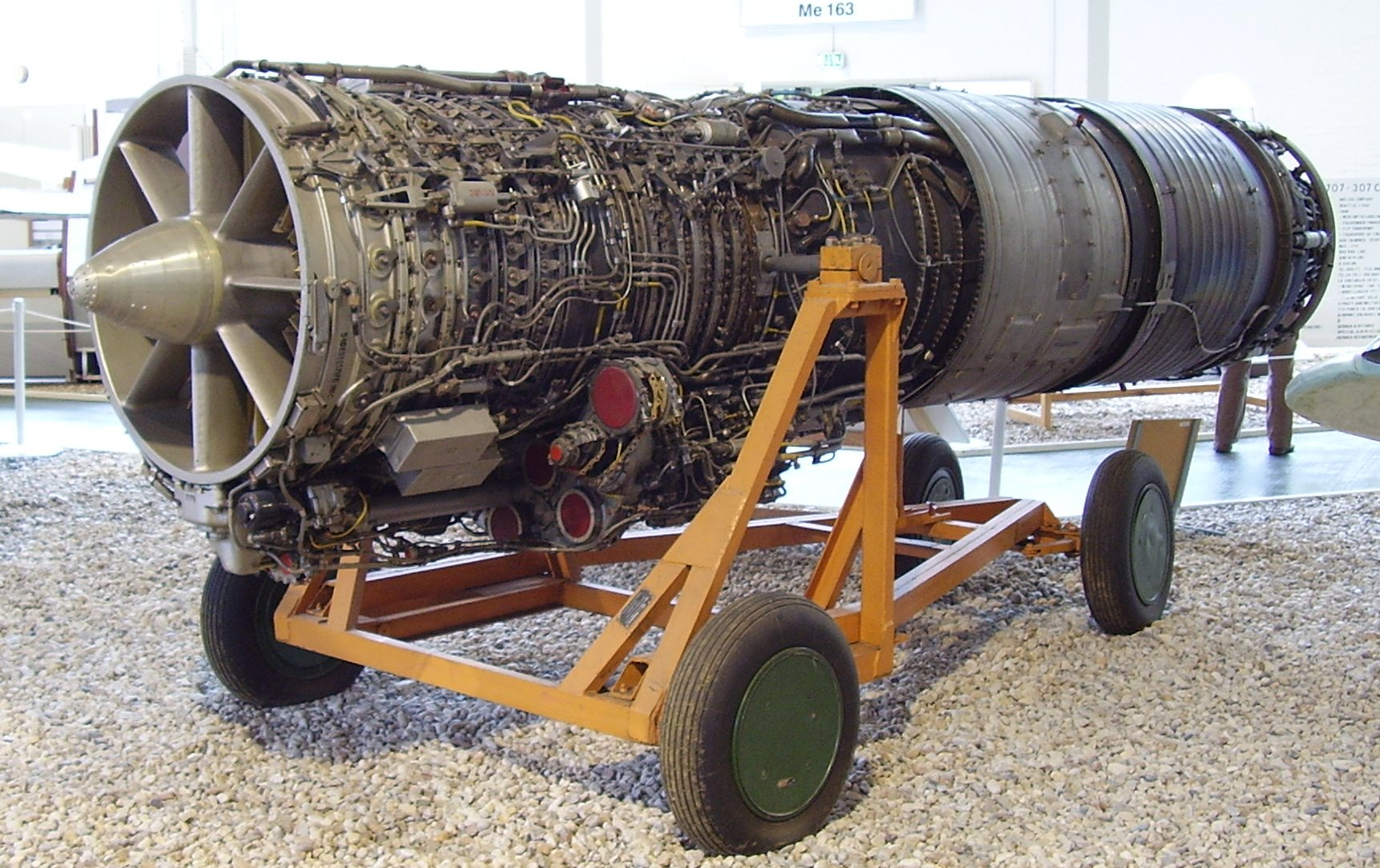
Ljulka AL-21 F3

## Technische Daten
- Startschub mit Nachbrenner: 110 kN
- Startschub ohne Nachbrenner: 76,5 kN
- max. Drehzahl: 11.150/min
- Turbineneintrittstemperatur: 1370 °C
- max. Luftdurchsatz: 104 kg/s
- Kompression: 14,75:1[4]
- Gewicht (trocken): 1800 kg (1580 kg für Al-21F)
- Durchmesser: 1,03 m
- Länge: 5,34 m